# Oxymeris strigata
Oxymeris strigata é uma espécie de gastrópode do gênero Oxymeris, pertencente a família Terebridae.